# Adriano Balbi
Adriano Balbi (Veneza, 25 de Abril de 1782 — Pádua, 13 de Março de 1848), mais conhecido por Adrien Balbi, foi um geógrafo e estatístico, autor de valiosos estudos geográficos, incluindo  uma obra seminal sobre a situação sócio-económica de Portugal no primeiro quartel do século XIX. É autor da obra Abrégé de géographie, que teve múltiplas edições e foi traduzida nas principais línguas europeias.

## Biografia
Nasceu em Veneza, filho de um governador da ilha de Veglia. Realizou os seus estudos na cidade natal e desde cedo demonstrou interesse pelos estudos históricos e geográficos.
O seu primeiro trabalho conhecido sobre geografia, intitulado Prospetto politico-geografico dello stato attuale del globo, foi publicado em Veneza no ano de 1808, o que levou a que fosse nomeado professor de Geografia no Colegio de San Michele di Murano, em Murano.
Em 1811 foi nomeado professor de filosofia natural do Lyceum di Fermo, em Fermo, cargo que exerceu até 1813. Passou então a trabalhar nos serviços alfandegários de Veneza.
Em 1820 visitou demoradamente Portugal, onde recolheu informações que depois utilizaria numa das suas principais obras, o Essai statistique sur le royaume de Portugal et d'Algarve, publicada em 1822 na cidade de Paris, cidade onde residiu de 1821 até 1832.
Em Paris escreveu a maior parte da sua obra em língua francesa e galicizou o seu nome para Adrien Balbi.
Ainda em resultado da sua viagem a Portugal, publicou a obra Variétés politiques et statistiques de la monarchie portugaise, com notícias sobre a evolução histórica e económica de Portugal desde os tempos da romanização da Península Ibérica.
Em 1826 publicou o primeiro volume da sua obra Atlas ethnographique du globe, ou classification des peuples anciens et modernes d’après leurs langues, um trabalho em que demonstra grande erudição. Em 1832 veio a público a primeira edição do seu Abrégé de Géographie, obra que depois de alargada e reformulado foi traduzida para as principais línguas da Europa, constituindo hoje um dos clássicos da Geografia, notável pela abundância e exactidão das informações e estrutura inovadora, introduzindo novos conceitos, entre os quais a estruturação do estudo geográfico por bacias. Uma nova versão foi reeditada em 1872 por Henry Chotard.
Publicou sob a forma de quadros sinópticos as seguintes obras:
- Tableau politico-statistique de l'Europe en 1820, 1820;
- Balance politique du globe, 1828 ;
- Monarchie française, 1828 ;
- Empire russe, 1829 ;
- Empire britannique, 1830.

Nomeado conselheiro para a geografia e estatística do governo austríaco, retirou-se da vida activa e mudou-se para Pádua, onde faleceu em 1848.
O seu fiho, Eugenio Balbi (1812—1884), seguiu uma carreira similar, sendo professor de Geografia em Pavia. Publicou postumamente parte da obra deixada pelo pai, a que deu o título de Scritti Geografici (Turim, 1841). Foi autor das obras Gea, o sia la terra (Trieste, 1854—1867) e Saggio di geografia (Milan, 1868), ambas influenciadas pelo pensamento paterno.